# Vlatkovac
Vlatkovac falu Horvátországban, Pozsega-Szlavónia megyében. Közigazgatásilag Cseglényhez tartozik.

## Fekvése
Pozsegától légvonalban 30, közúton 41 km-re keletre, községközpontjától  légvonalban 6, közúton 8 km-re keletre, a Krndija-hegység és Dilj-hegység közötti völgyben, a Longya jobb partján fekszik. 

## Története
Területe már az ókorban lakott volt, ezt igazolják az itt talált késő bronzkori temető leletei.
A mai település 1902-ben keletkezett Likáról és a horvát Tengermellékről érkezett horvátok, felvidéki szlovákok, valamint dél-magyarországi magyarok és németek betelepülésével az egykori kutjevói uradalom nagy kiterjedésű erdős területén végzett irtáson. Első házai még döngölt földből és kiégetetlen téglákból épültek szalmafedéssel. 1920 után a házakat már házilag kiégetett téglából építették.   1910-ben 160 lakosa volt a településnek. Az 1910-es népszámlálás szerint lakosságának 43%-a horvát, 21%-a magyar, 20%-a szlovák, 8%-a német, 6%-a szerb anyanyelvű volt. Pozsega vármegye Pozsegai járásának része volt. Az I. világháború után 1918-ban az új szerb-horvát-szlovén állam, majd később (1929-ben) Jugoszlávia része lett. 1991-től a független Horvátországhoz tartozik. 1991-ben lakosságának 95%-a horvát nemzetiségű volt. 2011-ben a településnek 85 lakosa volt. 

## Lakossága
| Lakosság változása | Lakosság változása | Lakosság változása | Lakosság változása | Lakosság változása | Lakosság változása | Lakosság változása | Lakosság változása | Lakosság változása | Lakosság változása | Lakosság változása | Lakosság változása | Lakosság változása | Lakosság változása | Lakosság változása | Lakosság változása |
| ------------------ | ------------------ | ------------------ | ------------------ | ------------------ | ------------------ | ------------------ | ------------------ | ------------------ | ------------------ | ------------------ | ------------------ | ------------------ | ------------------ | ------------------ | ------------------ |
| 1857               | 1869               | 1880               | 1890               | 1900               | 1910               | 1921               | 1931               | 1948               | 1953               | 1961               | 1971               | 1981               | 1991               | 2001               | 2011               |
| 0                  | 0                  | 0                  | 0                  | 0                  | 160                | 216                | 487                | 609                | 576                | 488                | 344                | 190                | 151                | 121                | 85                 |

## Nevezetességei
Munkás Szent József tiszteletére szentelt római katolikus kápolnája.